# 维克托·里克蒂·德·米拉波
维克托·德·里克蒂，米拉波侯爵（Victor de Riquetti, marquis de Mirabeau，1715年10月5日—1789年7月13日），法国政治经济学家，重农学派经济思想的先驱。他是法国大革命家米拉波伯爵奥诺雷的父亲，人称老米拉波。

## 生平

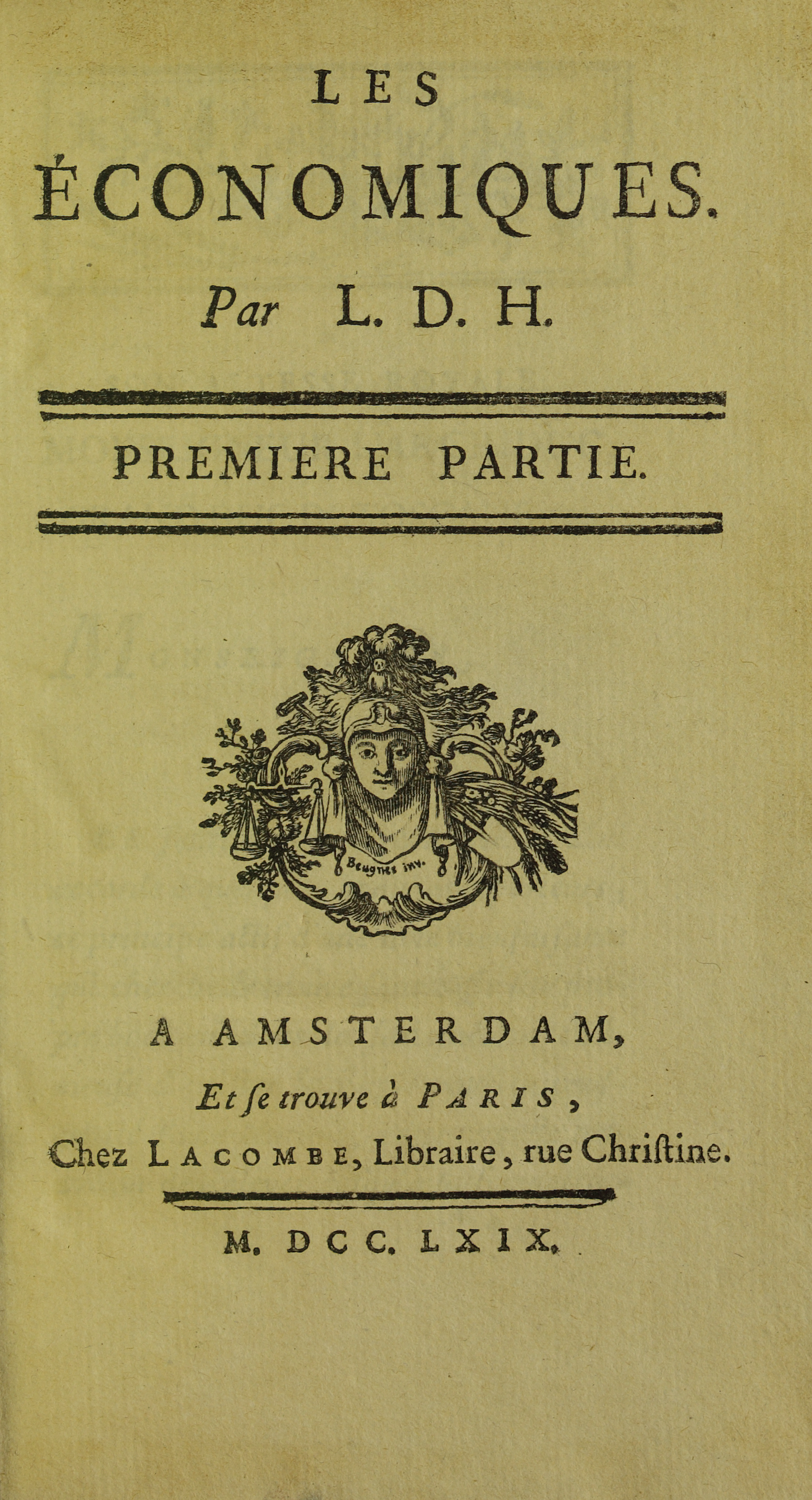
Economiques, 1769

米拉波生于法国佩尔蒂，在其父严厉的教育下长大，1728年进入军队服役，担任上尉军官。1737年在父亲死后离开军队，继承米拉波侯爵。1743年4月21日与一个军队准将之女、索尔维博夫侯爵(marquis de Saulveboef)遗孀玛丽·吉纳维芙·德·瓦桑(Marie Genevieve de Vassan)结婚。同年获得圣路易皇家和军事骑士勋章。
驻守波尔多时米拉波认识了孟德斯鸠，从军队退役以后，研究政治经济学。并写了他的第一部作品《遗嘱政治》(Testament Politique，1747)。在其受人欢迎的著作《人类之友》(或《人口的论述》，1756—1758)中，大量借用了18世纪英国作家坎特龙的的思想，强调作为创造财富的最重要的源泉来说，农业较商业更为重要。他的经济观点为以魁奈为代表的重农学派经济学说奠定了基础。他本人不久也参与了重农学派关于改革法国过时的、效率极差的税收政策的努力。
在《税收原理》(Théorie de l'impot，1760)中，他抨击了包税商(向王国政府承包征收间接税的包税人)，并建议用征收地租和个人所得税的直接税制来代替间接税制。包税商向政府施加压力，他入狱八天，后被放逐到内穆尔附近比尼翁乡下的庄园。他在放逐中仍致力于重农主义的发展，在比尼翁他创建了重农学派学院，在1765年收购了《农业日报》、《贸易与金融》(Journal de l'agriculture、du commerce、et des finances)，被托斯卡纳的利奥波德亲王推崇为政治经济思想家的领袖，1772年瑞典国王古斯塔夫三世授予他瓦萨大十字勋章(Grand Cross of the Order of Vasa)。
他和他的妻子的婚姻并不幸福，1762年两人分居，1756年与瑞士的派利小姐(Mme de Pailly)交往，1772年其妻在巴黎提起离婚诉讼，多年的诉讼耗尽了侯爵的健康和财富，他卖掉了在比尼翁的产业，在阿让特伊租了一个房子居住，直到去世。
侯爵的弟弟让·安托万·里克蒂(Jean Antoine Riquetti, the bailli，死于1794年)在海军服役，但他无礼的举止使他不可能在法院获得功成名就。1763年他成为驻守马耳他的帆船上将。1767年，他回到法国和接手米拉波城堡，帮助米拉波侯爵处理其灾难性的诉讼。
侯爵的次子奥诺雷因天花毁容和对母亲的支持，极不讨他喜欢。